# Ki (divinitat)
|  | Per a altres significats, vegeu «Ki (kana)». |

Ki va ser la deessa Terra a la mitologia sumèria. Era la consort d'An, el déu del cel. Ki va donar a llum als Anunnaki i als Sebitti.
Segons una llegenda, era filla d'An, i no la seva esposa, i de la deessa Nammu. Altres textos expliquen que el cel i la terra estaven unides fins que va emergir una muntanya que els va separar. Al cel hi havia An, i a la terra Ki. D'entre els anunnaki que van néixer d'ells, el més important era Enlil. Enlil va separar el cel i la terra en dos parts. Ki, en companyia d'Enlil, ocupava la terra.
Alguns es qüestionen si Ki era considerada una divinitat, ja que no hi ha proves d'un culte a aquesta deessa i el nom apareix només en un nombre limitat de textos sobre la creació sumèria. Samuel Noah Kramer identifica Ki amb la deessa mare sumèria Ninhursag i afirma que van ser originalment la mateixa divinitat.
Més tard es va convertir en la deessa babilònica i accàdia Antu, consort del déu An.